# Proszków
Proszków – wieś w Polsce położona w województwie dolnośląskim, w powiecie średzkim, w gminie Środa Śląska.

## Podział administracyjny
W latach 1975–1998 miejscowość administracyjnie należała do województwa wrocławskiego.

## Kinematografia
W 1980 r. kręcono w Proszkowie film „Olimpiada ’40”.

## Zabytki
Do wojewódzkiego rejestru zabytków wpisane są:
- kościół filialny pw. św. Anny z pierwszej połowy XIII wieku, przebudowywany w 1698 roku oraz w 1824 roku
- zespół pałacowo-folwarczny, z drugiej połowy XIX wieku:
  - pałac, zbudowany po 1880 r.
  - park
  - mur ogrodzeniowy